# Curetis obscura
Curetis obscura är en fjärilsart som beskrevs av Evans 1932. Curetis obscura ingår i släktet Curetis och familjen juvelvingar. Inga underarter finns listade i Catalogue of Life.